# Bari Bari Densetsu
Bari Bari Densetsu (яп. バリバリ伝説, Bari Bari Densetsu, укр. Легенда про колеса, що крутяться) — японська серія манґи на тему гонок на мотоциклах, написана та проілюстрована Сюїті Сіґено. Серіал виходив у журналі манґи Weekly Shōnen Magazine видавництва Kodansha з 1983 по 1991 рік, а його глави були зібрані у 38 томів.
Ранні частини історії зосереджені як на шкільному житті, так і на вуличних гонках. Спочатку персонажі — нелегальні вуличні гонщики (яп. хасірія), які змагаються на дорогах загального користування, зокрема на звивистих гірських дорогах, відомих як тоґе. Таких гонщиків називали «роллінг-дзоку», різновидом босодзоку, і вважали соціальною проблемою в Японії. Подальші частини історії розповідають про професійні мотогонки, що проводилися на дорожніх трасах, як-от Чемпіонат Японії з шосейно-кільцевих перегонів.

## Персонажі
Ґун Кома (яп. 巨摩 郡, Koma Gun)
Мотогонщик. Їздить на Honda CB750 та Suzuki GSX-R.
Ай Іто (яп. 伊藤 歩惟, Itō Ai)
Дівчина Ґуна.
Хідейосі Хідзірі (яп. 聖 秀吉, Hijiri Hideyoshi)
Дружній суперник Ґуна. Він їздить на Suzuki Katana.
Хіро Окіта (яп. 沖田 比呂, Okita Hiro)
Найкращий друг Ґуна. Він їздить на Kawasaki Z400GP.
Міюкі Ітіносе (яп. 一ノ瀬 美由紀, Ichinose Miyuki)
Дочка президента гоночної команди «Ітіносе». Вона закохана в Хіро. Міюкі їздить на Honda VT250F.
Томойо Хідзірі (яп. 聖 知代, Hijiri Tomoyo)
Сестра Хідейоcі. Вона втратила батьків в автокатастрофі.

## Медіа

### Манґа
Bari Bari Densetsu виходив у журналі манґи Weekly Shonen Magazine видавництва Kodansha з 9 березня 1983 року по 17 липня 1991 року. Видавництво зібрало розділи в 38 томів, виданих з 14 жовтня 1983 року по 6 серпня 1991 року.

#### Список томів
| №  | Дата виходу       | ISBN                   |
| -- | ----------------- | ---------------------- |
| 1  | 14 жовтня 1983    | ISBN 978-4-06-172922-3 |
| 2  | 14 листопада 1983 | ISBN 978-4-06-172932-2 |
| 3  | 12 грудня 1983    | ISBN 978-4-06-172937-7 |
| 4  | 15 березня 1984   | ISBN 978-4-06-172955-1 |
| 5  | 15 травня 1984    | ISBN 978-4-06-172970-4 |
| 6  | 16 липня 1984     | ISBN 978-4-06-172977-3 |
| 7  | 13 вересня 1984   | ISBN 978-4-06-172990-2 |
| 8  | 10 грудня 1984    | ISBN 978-4-06-173010-6 |
| 9  | 12 лютого 1985    | ISBN 978-4-06-173022-9 |
| 10 | 14 травня 1985    | ISBN 978-4-06-173044-1 |
| 11 | 10 липня 1985     | ISBN 978-4-06-173053-3 |
| 12 | 14 листопада 1985 | ISBN 978-4-06-173085-4 |
| 13 | 12 лютого 1986    | ISBN 978-4-06-173120-2 |
| 14 | 10 липня 1986     | ISBN 978-4-06-173155-4 |
| 15 | 10 вересня 1986   | ISBN 978-4-06-173176-9 |
| 16 | 13 листопада 1986 | ISBN 978-4-06-173190-5 |
| 17 | 10 лютого 1987    | ISBN 978-4-06-311211-5 |
| 18 | 11 травня 1987    | ISBN 978-4-06-311236-8 |
| 19 | 10 липня 1987     | ISBN 978-4-06-311256-6 |
| 20 | 7 вересня 1987    | ISBN 978-4-06-311273-3 |
| 21 | 9 листопада 1987  | ISBN 978-4-06-311291-7 |
| 22 | 8 лютого 1988     | ISBN 978-4-06-311312-9 |
| 23 | 2 травня 1988     | ISBN 978-4-06-311342-6 |
| 24 | 8 липня 1988      | ISBN 978-4-06-311361-7 |
| 25 | 11 жовтня 1988    | ISBN 978-4-06-311387-7 |
| 26 | 10 лютого 1989    | ISBN 978-4-06-311419-5 |
| 27 | 12 квітня 1989    | ISBN 978-4-06-311436-2 |
| 28 | 13 липня 1989     | ISBN 978-4-06-311465-2 |
| 29 | 11 жовтня 1989    | ISBN 978-4-06-311490-4 |
| 30 | 8 лютого 1990     | ISBN 978-4-06-311525-3 |
| 31 | 14 квітня 1990    | ISBN 978-4-06-311548-2 |
| 32 | 14 червня 1990    | ISBN 978-4-06-311569-7 |
| 33 | 11 серпня 1990    | ISBN 978-4-06-311587-1 |
| 34 | 15 листопада 1990 | ISBN 978-4-06-311613-7 |
| 35 | 14 лютого 1991    | ISBN 978-4-06-311637-3 |
| 36 | 15 квітня 1991    | ISBN 978-4-06-311655-7 |
| 37 | 10 червня 1991    | ISBN 978-4-06-311675-5 |
| 38 | 6 серпня 1991     | ISBN 978-4-06-311705-9 |

### OVA
Двосерійна адаптація у вигляді оригінальної відеоанімації (OVA), створена Pierrot, була випущена в 1986 році. Пізніше епізоди були перемонтовані та випущені в кінотеатрах у серпні 1987 року Nippon Herald (нині частина Kadokawa Pictures).
Версія Blu-Ray була випущена в Японії 21 липня 2023 року.

### Відеоігри
Було випущено дві відеоігри:
- Bari Bari Densetsu[46] — FM-7 (1985)
- Bari Bari Densetsu[47] — TurboGrafx-16 (1989)

Ґун Кома також з'являється як запрошений персонаж у відеогрі Namco MotoGP (2000), заснованій на сезоні 1999 року.

## Сприйняття
У 1985 році манґа виграла дев'яту премію манґи Коданся в категорії «сьонен». Станом на квітень 2018 року зібрані томи серії манґи Bari Bari Densetsu налічували понад 26 мільйонів примірників.